# Gerhard Sawatzky
Gerhard Sawatzky (* 26. Dezember 1901 in Blumenfeld, Ukraine, Russisches Kaiserreich als Гергард Генрихович Завацкий, wiss. Transliteration: Gergard Genrichovič Zavackij; † 1. Dezember 1944 in Solikamsk, Sowjetunion) war ein russlanddeutscher Schriftsteller.

## Leben
Er wurde in eine schwarzmeerdeutsche Bauernfamilie hineingeboren. Seine Kindheit verbrachte er im Altai in Westsibirien. Nach seinem Studium am Leningrader Pädagogischen Herzen-Institut arbeitete Sawatzky zuerst als Lehrer, dann als Journalist und Autor in der Wolgadeutschen Republik. Anfang der 1930er Jahre schrieb er für die Zeitungen „Nachrichten“ und „Der Kämpfer“, für das letztere Periodikum arbeitete er auch als Chefredakteur. Seine literarischen Texte publizierte Sawatzky meistens in Zeitungen, Zeitschriften und Sammelwerken wie „Rote Knospen“ (Moskau 1928) und „Oktober-Erzählungen“ (Charkow 1932); elf seiner eigenen Gedichte erschienen in dem unter Sawatzkys Redaktion 1934 in Engels publizierten Sammelwerk „Kampflieder wolgadeutscher Sowjetdichter“. Auf mehrere Lyrik-Bände folgen Erzählungen wie „Die Streitecke“ (1933) und „Unter weißen Mördern“ (1934).
1938 wurde Gerhard Sawatzky Vorsitzender des Schriftstellerverbandes der Wolgadeutschen Republik. Sawatzky gilt als Vorkämpfer einer eigenständigen sowjetdeutschen Literatur. Sein großer Gesellschaftsroman „Wir selbst“ war 1937 vollendet. Noch bevor das Werk das Licht der Welt erblickte, wurde sein Autor Ende 1938 im Zuge der Stalinschen Säuberungen verhaftet und starb im GULAG-Lager in Solikamsk.

## Wir selbst(1937)
Sawatzkys Gesellschaftsroman gilt als der wichtigste Text der russlanddeutschen Literatur. Er erzählt von der untergegangenen Welt der Wolgadeutschen Republik in den Jahren 1920 bis 1937. Der verbotene und vernichtete Zeitroman über die Russlanddeutschen war jahrzehntelang verschollen. Sawatzkys Witwe Sophie Sawatzky gelang es, bei der Deportation nach Sibirien das ursprüngliche Manuskript zu retten. In den Jahren 1984 bis 1988 waren Teile des Buches in einer deutschsprachigen Literaturzeitschrift im Russland - Almanach „Heimatliche Weiten“ in einer zensierten Fassung veröffentlicht.
Die Hauptfiguren des knapp 900 Seiten umfassenden Buches Sawatzkys sind zwei junge Menschen: der vorbildliche Kollektivist und spätere Ingenieur Heinrich Kempel und die vorbildliche, schöne Fabrikarbeiterin Elly Kraus, die aus einer wohlhabenden Fabrikantenfamilie stammt. Die Handlung kreist um das Alltagsleben in der Fabrik in Balzer (heute Stadt Krasnoarmeisk (Saratow)), auf dem Dorf, um die Intrigen und Sabotageakte und um die Liebesgeschichten zwischen Heinrich und Elly sowie anderer Komsomolzenpaare. Dadurch entsteht ein eindrucksvolles Bild des wolgadeutschen Lebens, das von Elend, Angst und
Heimatverlust, aber auch von dem Wunsch nach einem Leben voller Hoffnung und von dem Willen, eigene Wege zu finden, gekennzeichnet ist.